# ألفونس تشامي
ألفونس تشامي (بالفرنسية: Alphonse Tchami)‏، من مواليد 14 فبراير 1971، لاعب كرة قدم كاميروني سابق.
لعب مع عدة أندية مثل نادي أودينسي الدنماركي ونادي بوكا جونيورز الأرجنتيني ونادي هيرتا برلين الألماني ونادي دندي يونايتد الإسكتلندي. كما لعب في دوري الإمارات في نادي الوصل.
و قد لعب مع منتخب الكاميرون لكرة القدم في 57 مباراة وسجل العديد من الأهداف.

## روابط خارجية
- ألفونس تشامي على موقع الاتحاد الدولي (مؤرشف)  (الإنجليزية)
- ألفونس تشامي على موقع قاعدة بيانات كرة القدم.إي يو (الإنجليزية)
- ألفونس تشامي على موقع ناشيونال فوتبول تيمز (الإنجليزية)
- ألفونس تشامي على موقع Soccerway.com (الإنجليزية)
- ألفونس تشامي على موقع عالم كرة القدم.نت (الإنجليزية)
- ألفونس تشامي على موقع كووورة